# Keith Hernandez
Pour l’article homonyme, voir Hernandez.
Keith Hernandez (né le 20 octobre 1953 à San Francisco, Californie, États-Unis) est un ancien joueur de premier but des Ligues majeures de baseball qui a joué de 1974 à 1990 pour les Cards de Saint-Louis, les Mets de New York et les Indians de Cleveland.
Il a participé cinq fois au match des étoiles, gagné 11 Gants dorés en défensive, 2 Bâtons d'argent en offensive, été élu joueur par excellence de la Ligue nationale en 1979 et gagné deux Séries mondiales.

## Carrière

### Débuts
Keith Hernandez est choisi en 42e ronde par Saint-Louis en 1974. Ses origines hispaniques lui vaudront le surnom de Mex au cours de sa carrière.

### Cardinals de Saint-Louis
Keith Hernandez commence sa carrière en Ligues majeures avec les Cardinals de Saint-Louis le 30 août 1974 et obtient un poste régulier avec l'équipe en 1976.
En 1979, il remporte le championnat des frappeurs de la Ligue nationale avec une moyenne au bâton de ,344. Il frappe 210 coups sûrs et fait marquer 105 points, la seule fois de sa carrière qu'il dépassera les 100 points produits. Il domine de plus la ligue pour les points marqués (116) et les doubles (48). À la fin de la saison, il est élu joueur par excellence de la Ligue nationale.
En 1980, Hernandez domine à nouveau pour les points marqués (111), frappe dans une moyenne au bâton de ,321 et affiche la moyenne de présence sur les buts la plus élevée (,408).
En 1981, il frappe dans une moyenne au bâton (,306) supérieure à ,300 pour la troisième année consécutive, et présentera des moyennes de ,299 et ,297 au cours des deux saisons suivantes.
En 1982, il frappe pour ,333 en Série de championnat contre les Brewers de Milwaukee et remporte avec les Cardinals la 1982.
Le 15 juin 1983, en plein cœur de la saison de baseball, les Cards échangent Keith Hernandez aux Mets de New York en retour de deux lanceurs, Neil Allen et Rick Ownbey. Bien que Hernandez ait été remplacé de belle façon par Jack Clark à Saint-Louis, l'échange fut entièrement à l'avantage des Mets. Ce qui motiva la transaction fut la mésentente entre Hernandez et le manager des Cards, Whitey Herzog. Ce dernier alla même jusqu'à qualifier Hernandez de « cancer » pour son équipe.

### Mets de New York
À partir de 1984, Hernandez présente des moyennes au bâton de ,311, ,309 et ,310 et ,290 pour les Mets, avant de voir ses statistiques décliner à partir de 1988. À sa première saison avec l'équipe (1984), il termine second dans le vote visant à élire le joueur par excellence de la Nationale, derrière Ryne Sandberg des Cubs de Chicago.
En 1985, Hernandez confirme les rumeurs sur sa consommation de cocaïne et admet en avoir fait usage au cours des trois années précédentes. Hernandez affirme que 40 % des joueurs des majeures consomment cette drogue. Il retirera ses propos peu de temps après, estimant qu'il avait exagéré.
L'équipe new-yorkaise redevient compétitive à partir de 1984 et remporte la Série mondiale 1986.
En 1986, Hernandez domine les joueurs de la Ligue nationale pour le nombre de buts-sur-balles obtenus, avec 94.
En 1987, le joueur de premier but est nommé capitaine des Mets de New York, une fonction rarement accordée au baseball majeur. Il est le premier porte-couleur des Mets à se voir confier ce rôle.

### Dernières saisons
Les blessures handicapent Keith Hernandez au cours de ses dernières années dans les majeures. Il signe comme joueur autonome après la saison 1989 avec les Indians de Cleveland, mais ne joue que 43 parties avec cette équipe en 1990.
Le joueur de premier but a fait preuve d'une grande constance tout au long de ses 17 saisons dans les majeures, maintenant une moyenne au bâton de ,296 en carrière. Il a joué dans 2088 matchs, frappant 2182 coups sûrs, dont 426 doubles et 162 circuits. Il totalise 1071 points produits et 1124 points marqués.
Il est apparu sur les bulletins de votes du Temple de la renommée du baseball de 1995 à 2004, mais n'a jamais réussi à obtenir le nombre de voix suffisantes pour être admis au Panthéon. Sa candidature pourra être revue par les membres du Comité des vétérans en 2011.

## Honneurs et exploits
- Joueur par excellence de la Ligue nationale en 1979.
- Champion frappeur de la Ligue nationale (moyenne de ,344) en 1979.
- Choisi 5 fois pour le match des étoiles (1979, 1980, 1984, 1986, 1987).
- Gagnant de 11 Gants dorés (1978 à 1988).
- Gagnant de 2 Bâtons d'argent (1980, 1984).
- Gagnant de deux Séries mondiales (1982, 1986).
- A mené la Ligue nationale pour les points marqués (116 en 1979, 111 en 1980).
- A mené la Ligue nationale pour les doubles (46) en 1979.
- A mené la Ligue nationale pour la moyenne de présence sur les buts (,408) en 1980.
- A mené la Ligue nationale pour les buts-sur-balles (94) en 1986.

## Après-carrière
- Keith Hernandez est l'auteur de deux livres: If at First: A Season With the Mets et Pure Baseball: Pitch by Pitch for the Advanced Fan.
- Keith Hernandez est au centre d'un épisode de la comédie de situation américaine Seinfeld. Dans The Boyfriend (en), originellement diffusé le 19 février 1992, Jerry Seinfeld fait la rencontre d'Hernandez dans un club sportif, mais sent son amitié rejetée lorsque le joueur de baseball développe un intérêt pour son amie Elaine. Parallèlement, les voisins de Jerry, Kramer et Newman, prennent Hernandez en grippe car ils affirment que celui-ci aurait craché sur eux après un match au Stade Shea.
- Hernandez est depuis plusieurs années commentateur des matchs des Mets pour la télévision (WPIX et SNY). En 2006, il s'est attiré certaines critiques lors d'un match entre New York et San Diego lorsqu'il commenta la présence d'une massothérapeute dans l'abri des Padres, déclarant que si « la place des femmes n'est pas dans une cuisine, elle n'est certainement pas dans l'abri des joueurs ». Le manager des Padres, Bruce Bochy, exprima son mécontentement lorsque informé des propos de Hernandez, qui fut prompt à présenter des excuses et préciser qu'il ne faisait que blaguer.
- Keith Hernandez, son ancien coéquipier Ron Darling et l'animateur de télévision Gary Cohen ont lancé un site Internet via lequel ils vendent divers objets de collection dont les profits sont versés à des œuvres de charité[2].